# Personaggi della Marvel Comics
La seguente lista raccoglie l'elenco dei personaggi dei fumetti editi negli Stati Uniti d'America dalla Marvel Comics.

## Supereroi

### Abigail Brand
Abigail Brand è un personaggio dei fumetti, creato da Joss Whedon (testi) e John Cassaday (disegni), pubblicato dalla Marvel Comics. La sua prima apparizione avviene in Astonishing X-Men (Vol. 3) n. 3 (settembre 2004).

### Abisso
Abisso è il nome di differenti personaggio che appaiono nei fumetti statunitensi pubblicati da Marvel Comics.

#### Altri media
La seconda incarnazione di Abyss appare nell'episodio Il giorno libero di Moon Girl di Moon Girl e Devil Dinosaur, doppiato da Maya Hawke. Questa versione possiede la capacità di teletrasportarsi ed è l'ultima di una lunga serie di supercriminali femminili generazionali. Tuttavia, inizia a riconsiderare la malvagità dopo aver incontrato Moon Girl e Devil Dinosaur.

### Aegis
Aegis, il cui vero nome è Trey Jason Rollins, è un personaggio dei fumetti, creato da Jay Faerber (testi) e Steve Scott (disegni), pubblicato da Marvel Comics. La prima apparizione avviene in New Warriors (vol. 2[1]) n. 0 (1999).

### Ant-Man
Ant-Man è un personaggio dei fumetti statunitensi pubblicati da Marvel Comics, che ha esordito nel 1962. Creato da Stan Lee, Larry Lieber e Jack Kirby, è un supereroe membro fondatore dei Vendicatori.

### Cable
Cable, il cui vero nome è Nathan Cristopher Charles Summers, è un personaggio dei fumetti pubblicato dalla Marvel Comics. Nathan Summers comparve per la prima volta in fasce su Uncanny X-Men n. 201, mentre l'uomo chiamato Cable fece il suo ingresso in scena nella serie New Mutants, nel numero 87. La creazione del personaggio è da addebitarsi quasi interamente, soprattutto nell'aspetto fisico, al disegnatore e co-sceneggiatore Rob Liefeld.

### Cannonball
Cannonball, il cui vero nome è Samuel "Sam" Zachary Guthrie, è un personaggio dei fumetti creato da Chris Claremont (testi) e Bob McLeod (disegni), pubblicato dalla Marvel Comics. Apparso per la prima volta sulle pagine di Marvel Graphic Novel n.4: The New Mutants (1982), Cannonball è un supereroe membro dei Nuovi Mutanti, X-Force ed X-Men.

### Capitan America
Captain America il cui vero nome è Steven Grant Rogers, detto 'Steve'.
Nato e cresciuto in America, Steven durante la seconda guerra mondiale aveva bramosia di arruolarsi per lottare e difendere il proprio paese ma fu scartato numerose volte a causa della sua scarsa competenza fisica essendo gracile e parecchio debole rispetto a molti uomini robusti e atletici. Per fortuna Steve incontra un dottore di grande fama , Dott.Abraham Erskine che gli inietta il siero del super soldato, creando così 'l'uomo giusto,leale,col cuore puro dandogli anche un fisico potente e forte. Ora lo conosciamo come il leader degli Avengers.

### Devil
Daredevil è un personaggio dei fumetti statunitensi pubblicati da Marvel Comics. Creato dallo sceneggiatore Stan Lee e dal disegnatore Bill Everett, ha esordito nel primo numero della collana Daredevil dell'aprile 1964.

### Darkhawk
Darkhawk è un personaggio dei fumetti creato da Tom DeFalco (testi) e Mike Manley (disegni), pubblicato dalla Marvel Comics. È apparso la prima volta nel numero 1 di DarkHawk.

### Deadpool
Deadpool è un personaggio dei fumetti pubblicati da Marvel Comics.

### Doctor Strange
Personaggio immaginario Marvel, il neurochirurgo Stephen Strange perse la capacità di fare operazione mediche in seguito ad un incidente d'auto per un problema alle mani. Ciò cambiò la sua storia per sempre, fece la sua riabilitazione e per il desiderio di ripoter fare interventi chirurgici studiò le arti mistiche dallo Stregone Supremo e successivamente prese il suo posto. Con i suoi poteri appresi imparò a creare portali magici scudi e altri armi con il solo movimento delle mani. Protegge New York da attachi alieni con altri supereroi come Spiderman o gli Avengers. 

### Fantomelle
Fantomelle è una mutante di origine francese derivante dal programma Arma X, presumibilmente la versione più recente. Si basa in parte su Fantomex, la principale caratteristica è la capacità di compiere furti audaci; sfuggita dal controllo del programma Arma X, opera in modo indipendente. È stata avvicinata dal team di Mystica per aiutarli a infiltrarsi nella fortezza di Sinistro e recuperare lo scheletro di Wolverine. Nelle sue avventure è accompagnata dalla volpe Culpepper. esordita su Wolverines n. 2, marzo, 2015, ideata da Charles Soule e Juan Doe.

### Gamora
Gamora proveniente dal pianeta Zehoberei, fu rapita dal titano pazzo Thanos rendendola la più spietata guerriera della galassia. Col passare del tempo Gamora non tollerava più i folli piani del padre adottivo e si alleò con i Guardiani della galassia per combatterlo.

### Groot
Groot è un personaggio dei fumetti pubblicati da Marvel Comics.

### Hulkling
Hulkling, conosciuto tra gli Skrull come Imperatore Dorrek VIII e sulla Terra come Theodore Rufus "Teddy" Altman, è un personaggio dei fumetti creato da Allan Heinberg e Jim Cheung nel 2005, pubblicato da Marvel Comics. È uno dei componenti del gruppo dei Giovani Vendicatori.

### Iron Man
Iron Man, il cui vero nome è Anthony Edward "Tony" Stark, è un personaggio dei fumetti creato nel 1963 da Stan Lee e Larry Lieber (testi), disegnato da Don Heck e Jack Kirby e pubblicato da Marvel Comics. La sua prima apparizione avvenne in Tales of Suspense n. 39, la cui copertina venne disegnata da Kirby, collaboratore di Heck nello sviluppo del design dell'armatura.

### Luna Maximoff
Luna Maximoff è la figlia del mutante Quicksilver e dell'inumana Crystal, che si separarono quando era ancora piccola. Alla nascita Luna non presentava superpoteri, ma dopo l'esposizione da parte del padre alle Nebbie Terrigene, ha acquisito il potere dell'empatia. In particolare, Luna possiede il potere di vedere le emozioni degli altri come colori. Ha sviluppato questo potere e può anche manipolare queste emozioni. Ha dimostrato altri poteri mentali che simulano la telepatia e la chiaroveggenza. Il personaggio è stato creato da John Byrne, e la prima apparizione è avvenuta in The Fantastic Four n. 240.

### Lylla
Lylla era originariamente una comune lontra, che in seguito a un esperimento a Mezzomondo fu trasformata in un animale antropomorfo ed estremamente intelligente. Conscia del fatto che presto sarebbe stata trasformata in un'arma di distruzione, fuggì da Mezzomondo e si rifugiò sulla Terra dove conobbe il cacciatore di taglie Rocket Raccoon il quale, riconoscendo le origini della lontra come identiche alle sue, decise di proteggerla. Come tutte le cavie di Mezzomondo le sue doti fisiche e mentali sono incrementate esponenzialmente. È molto intelligente, può usare varie armi (da quelle bianche a quelle da fuoco) ed è abile nelle arti marziali. Il personaggio è stato creato da Bill Mantlo e Sal Buscema e ha esordito in The Incredible Hulk (vol. 1) n. 271 del settembre 1982.

### Nova
Nova è un personaggio dei fumetti Marvel Comics, del quale esistono tre versioni:
Il primo, il cui vero nome è Richard Rider, è stato creato da Marv Wolfman (testi) e John Buscema (disegni), la sua prima apparizione è in Nova (Vol. 1) n. 1 (settembre 1976);
la seconda è Frankie Raye, creata da John Byrne (testi e disegni), che fa la sua prima apparizione in The Fantastic Four (Vol. 1) n. 244 (luglio 1982);
il terzo di essi è Sam Alexander, creato da Jeph Loeb (testi) e Ed McGuinness (disegni), la cui prima apparizione è in Nova (Vol. 5) n. 1 (aprile 2013).

### Rocket Raccoon
Rocket Raccon è un procione geneticamente e brutalmente modificato dall'alto evoluzionario per creare un mondo perfetto... in passato era identificato con '89P13' datogli dal suo carnefice scienziato ma successivamente ribellatosi ad esso divenne un membro fondamentale dei Guardiani della galassia,bravo con le armi da fuoco e dotato di un'intelligenza molto grande soprattutto nel creare qualsiasi arma o oggetto utile per riuscire in qualunque suo scopo.

### Sentry
Sentry, il cui vero nome è Robert "Bob" Reynolds, è un personaggio dei fumetti creato da Paul Jenkins (testi) e Jae Lee (disegni) nel 2000, pubblicato da Marvel Comics. La sua prima apparizione è in The Sentry n. 1.

### Shark Girl
Shark Girl (la "ragazza squalo") è un personaggio dei fumetti degli X-Men.
Nella vita quotidiana è una ragazza di nome Iara dos Santos, studentessa di Recife, in Brasile. È una mutante e può trasformarsi acquisendo caratteristiche degli squali: può respirare anche sott'acqua (senza perdere la capacità di respirare fuori dall'acqua) e nuotare a grande velocità, ha denti taglienti da squalo e una forza fuori del comune. Anche nella forma mutata mantiene gli arti umani.
Fa la sua prima apparizione nel n. 20 di Wolverine and the X-Men, che sulla copertina mostra la statua del Cristo Redentore del Corcovado, a Rio de Janeiro, nel sud del Brasile (Iara dos Santos è però una ragazza del Nord del paese).
Quando appaiono i suoi poteri, Mystica cerca di portarla dalla sua parte, ma Iara, reclutata da Angelo, diventerà invece studentessa della rivale Jean Grey School for Higher Learning.
La spiaggia di Boa Viagem, a Recife, dove il personaggio Iara dos Santos abita, è realmente nota per la presenza e gli attacchi di squali, in particolare di Carcharhinus leucas.

### Star-Lord
Star-Lord il cui vero nome è Peter Quill, dopo la tragica morte della madre fu prelevato con la forza dal pianeta terra da parte del capo dei Ravagers, Yondu, crescette con lui diventando un ladro di oggetti di valore sparsi per l'intera galassia, lottando con una cassetta mp3 anni 80 lasciatagli dalla madre. Oggi lo conosciamo come leader dei Guardiani della galassia.

### Spider- Man
È un ragazzo di nome Peter Parker, che è stato punto accidentalmente da un ragno radioattivo. Dopo questo episodio gli "compaiono" dei "poteri" come quelli dei ragni: è in grado di lanciare ragnatele, camminare sui muri e ha un "senso di ragno" che gli fa percepire eventuali pericoli.

### Jane Foster
Jane Foster è un personaggio dei fumetti, creato da Stan Lee, Larry Lieber (testi) e Jack Kirby (disegni), pubblicato dalla Marvel Comics. La sua prima apparizione avviene in Journey into Mystery (vol. 1) n. 84 (settembre 1962).Infermiera impiegata presso lo studio medico dell'alter ego umano di Thor, il Dr. Donald Blake, Jane è stata l'amore terreno dell'eroe. Inizialmente dipinta come l'archetipo della damigella in pericolo, il personaggio ha subito una notevole evoluzione nel corso della sua vita editoriale, fino a diventare medico a sua volta e vestire i panni di Mighty Thor dopo che l'originale perde la capacità di sollevare Mjolnir.

### Vegas
La sua prima apparizione risale a Amazing Fantasy vol. 2 13 (2003), in un racconto di Karl Kesel e Carmine Di Giandomenico. All'interno della storia Vegas è descritto come un "super-tipo senza calzamaglia", e all'inizio si allea con la gang criminale dei Renegades, per stare accanto alla donna di cui è innamorato Rose Red, ma successivamente si oppone ai loro piani. Vegas infine decide di diventare un cacciatore di taglie, sotto la tutela del sergente dei ranger Harlan Stone.

### Verità
Verità è la personificazione del concetto di verità, e possiede anche poteri precognitivi. Verità si schierò diverse volte al fianco degli eroi terrestri per sventare varie minacce, come quando aiutò il Dottor Strange a sconfiggere Umar, o quando si alleò con Nova e i New Warriors contro la Sfinge.
È stato creato da Stan Lee e Marie Severin in Strange Tales 154 del marzo 1967.

### Kamala Khan
Kamala Khan è una inumana con la capacità di allungarsi ed è una delle incarnazioni di Ms. Marvel. Viene da Karachi, in Pakistan, dove viveva una vita normale. La manifestazione dei suoi poteri avviene dopo una festa quando, a seguito dell'offerta di un bicchiere di vodka, scappa lontano venendo a contatto con le Nebbie Terrigene. Scoperto il suo potere, Kamala decide di intraprendere una carriera da supereroina con il nome del suo idolo: Ms. Marvel (che allora aveva preso il nome di Capitan Marvel). Inizialmente con una buona carriera, col tempo capirà che il mondo è più difficile di quel che sembra e durante gli eventi del crossover Civil War 2 si unisce al gruppo dei Vendicatori, ma a causa del comportamento non condiviso assunto dal suo idolo, perde la stima nei confronti di Capitan Marvel. Decisa a fare la differenza, si unisce a Nova (Sam Alexander), Spider-Man (Miles Morales), Hulk (Amadeus Cho), Viv Visione (figlia di Visione) e al giovane Ciclope nel formare il supergruppo dei Champions, erede dell'omonimo team degli anni '70. L'amicizia con Ciclope l'aiuterà a fermare una guerra durante lo scontro fra Inumani e X-Men. Durante Secret Empire, è una dei pochi supereroi contro Capitan America. Il personaggio esordisce nel 2014 nella serie Ms. Marvel (vol. 3) edita fino al 2015 quando, all'interno del progetto editoriale All New All Different Marvel, la serie viene rilanciata nuovamente con Ms. Marvel (vol. 4). È prevista per il 2021 una serie TV Ms. Marvel con Khan protagonista ambientata nel Marvel Cinematic Universe che sarà lanciata su Disney+; nel settembre 2020 Iman Vellani viene scelta per interpretare il ruolo; sarà inoltre uno dei protagonisti del videogioco del 2020 Marvel's Avengers.

## Gruppi di personaggi

### Commandos minorenni
. Sono dei eroi in gavetta

### Legione Nera
Legione Nera è costituito da criminali ed è esordito nella storia "Interruzioni" ("Interruptions") pubblicata sulla serie a fumetti Uncanny X-Force pubblicata in USA nel settembre 2011 e in Italia il 3 marzo 2012 nell'albo X-Men Deluxe presenta n. 203. La storia è stata scritta da Rick Remender, disegnata da Mark Brooks, chinata da Andrew Currie e Mark Brooks e colorata da Dean White e Richard Isanove. Il gruppo è formato da Blob, Grimm Chamber, Cloak Bianco, Iron Ghost, Sentry Zombi, Hulk Arancio, Manphibian, Demon-Ock e Beta Red. Si è scontrato con l' X-Force mentre quest'ultima cercava un modo per salvare Warren Worthington III alias "Arcangelo", caduto nel lato oscuro.

### Zona di Guerra
Zona di Guerra (Warzone) sono quattro mercenari cyborg creati dal Pantheon per ragioni sconosciute e si sfidano annualmente in un torneo a Las Vegas per incoronare il più forte che verrà premiato con un amuleto che incrementerà i loro già notevoli poteri. Dopo essersi incontrati in un bar i quattro avversari si sparpagliano per la città; il giorno successivo Delta attacca Charlie davanti alla libreria dove Peter Parker sta firmando le copie del suo libro, "Webs", e nella lotta una passante, Marlo Chandler, è ferita; Peter veste i panni dell'Uomo Ragno e corre in soccorso di Charlie, messo in fuga Delta porta Marlo in ospedale intimando alla mercenaria di aspettarlo. Charlie decide di sfruttare l'ingenuità di Spidey e gli racconta che l'uomo che la perseguita è un suo ex, seguendo gli impulsi di una ragno-spia i due si dirigono al Coliseum Hotel dove sono attaccati da Alpha e da Mr. Fixit che ha saputo da un'infermiera del ferimento della sua amica Marlo. Mentre il gigante grigio tiene impegnato il Tessiragnatele, Alpha e Charlie combattono in una cappella, Delta che è in osservazione su un edificio è attaccato da Bravo. La lotta tra Hulk e Spidey si interrompe quando sentono Charlie urlare, accorsi nella cappella la trovano morta, Peter corre in cerca di Alpha mentre il golia color cenere finge di allontanarsi per imbrogliare la rediviva mercenaria ed estorcerle la verità. I due eroi si uniscono contro Alpha e lo sconfiggono, anche il duello tra Delta e Bravo termina con la vittoria del secondo che guadagna l'amuleto. Sono dotati di velocità, forza e resistenza sovrumane, la loro natura li fornisce anche di un fattore di guarigione accelerato.

## Avversari

### Carlo Zota
Carlo Zota è un membro dell'organizzazione sovversiva nota come Enclave. La sua apparizione risale a Fantastic Four n. 66 (settembre 1967) ad opera di Stan Lee e Jack Kirby. Zota è di origine spagnola, ed è un tecnico elettronico, che decide di fare squadra con altri tre scienziati, ognuno dei quali esperto in un diverso campo, formando così l'Enclave. Il gruppo tentò di stabilire una dittatura benevola sul mondo, sotto il loro controllo. Inoltre crearono l'essere noto come Lui. Si scontrarono con diversi supereroi tra cui i Fantastici Quattro, Quasar e l'Uomo Ragno.

### Incubo
Incubo (Nightmare) è un personaggio creato da Stan Lee (testi) e Steve Ditko (disegni) e apparso per la prima volta su Strange Tales n. 110 nel 1963. Il personaggio è spesso rappresentato come nemico di Dottor Strange e di Ghost Rider. Incubo è il signore della Dimensione dei Sogni ed è uno dei Signori della Paura. È anche parte del gruppo della Mano con sei dita. Incubo ha il potere di invadere la mente delle persone mentre esse dormono. Nell'universo Ultimate Marvel appare come una creatura lovecraftiana e viene affrontato e sconfitto a New York da Stephen Strange Jr. e Peter Parker. Ricompare in seguito negli scontri di Ultimatum.
Incubo è l'antagonista principale del film d'animazione Hulk - Nella terra dei mostri (2016). Appare inoltre nella serie animata Super Hero Squad Show nell'episodio "Blind Rage Knows No Color", doppiato da Jim Parsons, e nella serie animata Ultimate Spider-Man, doppiato da Mark Hamill. Appare infine come uno dei boss in Marvel Super Hero Squad: The Infinity Gauntlet e come personaggio assemblabile e giocabile in LEGO Marvel Super Heroes e LEGO Marvel Super Heroes 2.

### Krakoa
Krakoa è un'isola vivente, comunemente associata agli X-Men. Fece la sua prima apparizione in Giant-Size X-Men n. 1 del 1975, di Len Wein e Dave Cockrum; in quel numero L'Isola Vivente è direttamente responsabile dello scioglimento della formazione originale dei 5 X-Men (Ciclope, Marvel Girl, Angelo, Bestia, Uomo Ghiaccio) e della formazione dei "nuovi" X-Men (Ciclope, Tempesta, Wolverine, Nightcrawler, Banshee), la formazione più duratura e più di successo dal punto di vista editoriale.
Krakoa è un'isola mutante che costituisce un ecosistema senziente in grado di comandare tutti gli esseri nativi dell'isola, nonché di modificare a proprio piacimento il terreno dell'isola stessa, di fatto il suo corpo; è quindi anche in grado di assimilare e assorbire in sé stessa tutti coloro che vi sbarcano. Quando intrappola dei mutanti, Krakoa si nutre dei loro poteri, rendendoli di conseguenza impotenti.
Nell'arco narrativo Genesi letale, vengono raccontati altri dettagli riguardanti l'episodio in cui gli originari X-men furono intrappolati dall'isola di Krakoa, per poi venire liberati dalla nuova formazione di X-men. In questo arco si fa menzione di una squadra intermedia di X-Men, composta anche da Vulcan (il fratello di Ciclope e Havok), i cui membri perirono o restarono intrappolati dall'isola per molti anni.
Successivamente una giovane Krakoa è stata accolta nella nuova Jean Grey School dei Mutanti; essendo un "ambiente senziente" Krakoa si occupa delle difese dell'intera zona su cui è costruita la scuola, proteggendola dai nemici esterni, ciò non toglie che spesso interagisca con i vecchi e giovani mutanti che abitano la scuola.
Nelle serie House of X e Powers of X l'isola è diventata la patria dei mutanti.

### Loki
Template:É il fratello di Thor

### Straccione
Lo Straccione (Tatterdemalion) alter ego di Arnold Paffenroth, è un artista caduto in disgrazia e convertitosi alla criminalità. Alla sua prima apparizione in Werewolf by Night (vol. 1) n. 9, lo Straccione viene inviato dal malvagio Sarnak a catturare Licantropus, il primo tentativo fallisce, il secondo riesce nonostante Jack, trasformatosi in lupo mannaro, offra una strenua resistenza; il giovane licantropo è sottoposto al lavaggio del cervello e, assieme ad un esercito di schiavi, inviato a compiere alcune scorribande, allo Straccione è affidato il compito di controllare che il ragazzo compia il suo dovere; quando finalmente Jack riesce a sottrarsi al controllo mentale sconfigge Sarnak e libera tutti i suoi schiavi, tra i quali anche Paffenroth. Le strade di Arnold e Jack si rincontrano al Cat's Jazz Club, lo Straccione irrompe nel locale durante una dei suoi raid contro i ricconi di Los Angeles e finisce per scontrarsi con il suo vecchio nemico e Spidey, in trasferta a L.A. per un impegno di lavoro, quando Paffenroth cattura Licantropus, l'Arrampicamuri li insegue fino ad una specie di Corte dei Miracoli nascosta nelle fogne e libera il suo alleato sconfiggendo il derelitto criminale. Da Los Angeles, lo Straccione si sposta a Las Vegas dove si scontra nuovamente con Licantropus, alleatosi temporaneamente a Ghost, la lotta, iniziata in un casinò, termina sul circuito di una gara automobilistica, dove Paffenroth è ancora una volta sconfitto. Scoperto che la sua vecchia partner di ballo, Julia, lavora come semplice pianista in un club, Arnold cerca di fare di tutto per farla tornare alle luci della ribalta, per farlo spaventa tutte le cantanti che si avvicendano sul palco, quando cerca di fare lo stesso con Alison Blaire si trova davanti un osso più duro del previsto ed è costretto ad irrompere nel club e ad attaccarla, la mutante sconfigge facilmente lo Straccione e lo smaschera davanti a tutti, Julia, riconosciuto il suo vecchio compagno, si commuove e promette di aiutarlo. Successivamente, Arnold è rapito dal malvagio Locksmith che aveva rapito numerosi eroi e criminali di L.A., quando la sua ultima vittima, la Donna Ragno, riesce a fuggire libera anche gli altri colleghi e chiama la polizia perché si occupi di salvare i malviventi imprigionati.
Entrato nel gruppo di vigilanti noto come Night Shift, lo Straccione corre in aiuto di Capitan America che era giunto a L.A. alla ricerca di D-Man e aveva finito per scontrarsi con i mutati guidati da Power Broker. In seguito il gruppo cerca di ingaggiare anche Moon Knight che però declina l'offerta. Su suggerimento dello Straccione si scontrano con i Vendicatori della Costa Ovest, rei di voler usurpare il loro territorio, ma vengono sonoramente sconfitti. Attaccano il gruppo rivale un'altra volta, ingannati dal malvagio Boia con la promessa di maggiori poteri, e riescono ad avere la meglio su Occhio di Falco, la Donna Ragno e U.S.Agent, lo Straccione riesce a fronteggiare anche Iron Man fino a quando l'intervento di Scarlet non fa rinsavire i vigilanti che si uniscono ai Vendicatori contro il comune nemico. Lasciati i suoi compagni, Arnold vola a New York, vagabondando in Central Park assiste alla morte di un piccolo boss criminale che gli confessa dove ha nascosto il suo tesoro, Paffenroth decide immediatamente di disfarsi del bottino ma per farlo deve scontrarsi con numerosi criminali, tra cui Stilt-Man e Taskmaster, e contro Devil, il giustiziere cieco cattura lo Straccione ma grazie ad una associazione per i Diritti Civili il criminale viene liberato, si scontra allora di nuovo con l'uomo senza paura finendo sconfitto ancora una volta. Fuggito di prigione, lo Straccione entra a far parte dei Thunderbolts e li affianca in un paio di missioni. Rientrato tra le file del Night Shift, segue il gruppo in missione assieme a Hood, questo lo porta a scontrarsi con i Figli della Mezzanotte, in particolare contro Licantropus e Daimon Hellstrom che lo dà alle fiamme, convertito in zombie da Dormammu sarà salvato proprio dai suoi nemici.
Lo Straccione non possiede poteri sovrumani, grazie al suo passato da ballerino è estremamente agile, resistente e moderatamente forzuto. Indossa dei guanti dotati di un solvente che fonde materiali come carta e stoffa, dei vestiti impregnati di grasso che lo rendono viscido e difficile da trattenere e che nascondono un rivestimento in kevlar, una sciarpa dotata di rinforzi per renderla più pesante e offensiva.

### Visimajoris
Visimajoris è un demone che vive nell'Universo Marvel. Il personaggio, creato da Jim Starlin e Al Milgrom, è apparso per la prima volta in Doctor Strange 24 (agosto 1977). Visimajoris è al servizio dei Creatori ed è un nemico del Dottor Strange.

### Warfist
Warfist è uno degli avatar del Mandarino; esordì nelle serie a fumetti Force Works n. 6 e l'ultima apparizione si ebbe nel numero successivo. È dotato di forza sovrumana e conosce le arti marziali, inoltre usa come arma un bastone appuntito.

### Zippermouth
Zippermouth è un mutante dell'Universo Marvel, creato da David Hine e Adi Granov su X-Men Unlimited vol. 2 2 (giugno 2004). In seguito è apparso nel numero 6 di District X (dicembre 2004). Il personaggio è un gangster con l'abilità empatica di capire l'umore delle persone che lo circondano. Ha finito per entrare in conflitto con Lucas Bishop, alias Alfiere. Nella realtà alternativa di House of M Zippermouth è uno specialista in sicurezza che lavora per la polizia di New York.

### ZZZXX
ZZZXX è un simbionte. È stato creato da Christopher Yost e Dustin Weaver sulla serie di X-Men: Kingbreaker 2 (marzo 2009); è un essere simile a Venom e Carnage, da cui si differenzia per il fatto di volersi cibare del cervello dei propri bersagli. Questa specie aliena è stata scoperta dall'Imperatore Shi'ar D'Ken, che è morto prima di avere la possibilità di studiarla. ZZZXX ha cercato di entrare in simbiosi con Lilandra, ma è finito per legarsi a Raza Longknife, un membro degli Starjammers. ZZZXX è divenuto anche un membro della Guardia Imperiale di Vulcan, ma al termine dell'evento War of the Kings è stato sconfitto dai Nova Corps.

## Alieni

### Deathbird
Deathbird è stata una principessa e poi la sovrana dell'Impero intergalattico degli alieni Shi'ar ed è stata la moglie del mutante Vulcan che attraverso di lei ha potuto aspirare al trono di imperatore Shi'ar.

## Comprimari

### May Parker
May Reilly Parker Jameson, più nota come zia May o May Parker, è un personaggio dei fumetti pubblicati da Marvel Comics e creato da Stan Lee e Steve Ditko. È la zia di Peter Parker, alias Spider-Man.

### Vasilij Karpov
Vasilij Karpov è un generale dell'ex Unione Sovietica che adottò Aleksander Lukin. Lukin odiava Teschio Rosso perché uccise la famiglia Lukin ma Teschio Rosso entrò nella testa di Lukin e impararono a vivere insieme ma dopo Capitan America distrusse Lukin e Teschio Rosso venne trasferito in un corpo simile a quello di Arnim Zola.

### Zorba
Zorba è un membro della famiglia reale della Latveria, il personaggio venne creato da Marv Wolfman e Keith Pollard, ed esordì nella serie a fumetti Fantastic Four n. 198 (settembre 1978); è il figlio di re Vladimir, fratello di Rudolfo. Durante il regno del Dottor Destino Zorba era a capo dei ribelli noti come Combattenti per la Libertà Latveriana. Zorba prese il posto di Destino alla guida della Latveria quando questi fu sconfitto dai Fantastici Quattro, ma promise a Reed Richards che sarebbe stato un regnante ad interim poiché erano in previsione delle elezioni democratiche. Zorba fu eletto re della Latveria, ma tumulti popolari seguirono la sua salita al trono, dovuti ad un aumento delle tasse per mantenere alti gli standard di vita dei Latveriani, diventati avezzi sotto la guida di Destino. Senza l'autorità del Dottor Destino la nazione cadde nell'anarchia e nella povertà. Per ripristinare l'ordine Zorba istituì la legge marziale, utilizzando anche le Servo-Guardie di Destino per spaventare la popolazione. Il regno di Zorba finì quando Destino ritornò a Latveria e riottenne il trono grazie all'aiuto dei Fantastici Quattro.